# 1985 في نيكاراغوا
فيما يلي قوائم الأحداث التي وقعت خلال عام 1985 في نيكاراغوا.

## سياسة

### تعيين في المنصب
- 10 يناير – دانييل أورتيغا رئيس نيكاراغوا.

## مواليد

### مارس
- 6 مارس – مارلون ميدينا لاعب كرة قدم نيكاراغوي.[1]

### يونيو
- 26 يونيو – جيسيكا أغيليرا عداءة سرعة نيكاراغوايانية.[2]

## وفيات

### يناير
- 1 يناير – إيرنيستو ميخيا سانشيز (مواليد 1923) كاتب نيكاراغوي.[3]